# Fuentidueña de Tajo

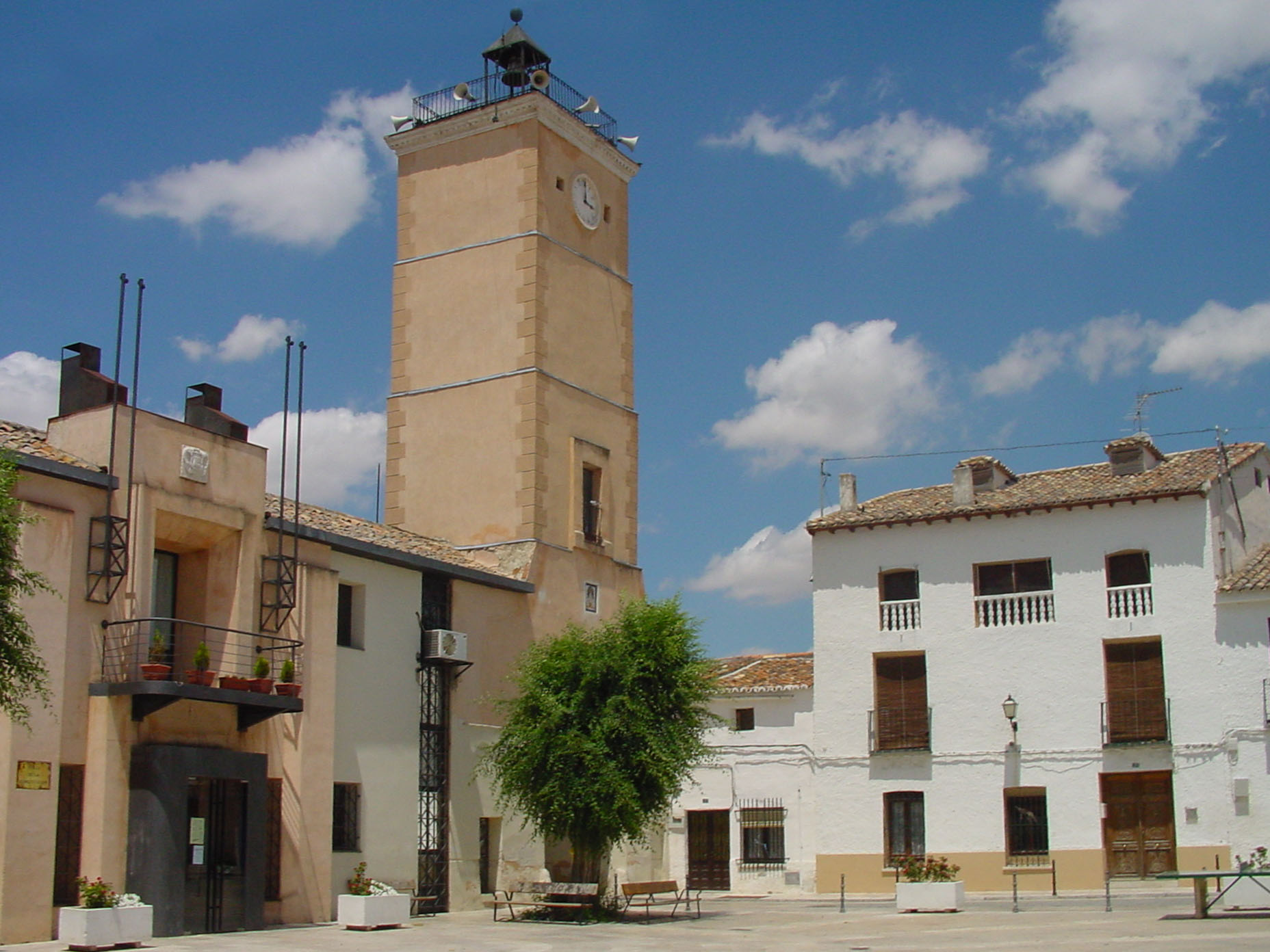
Fuentidueña de Tajo – Ortszentrum

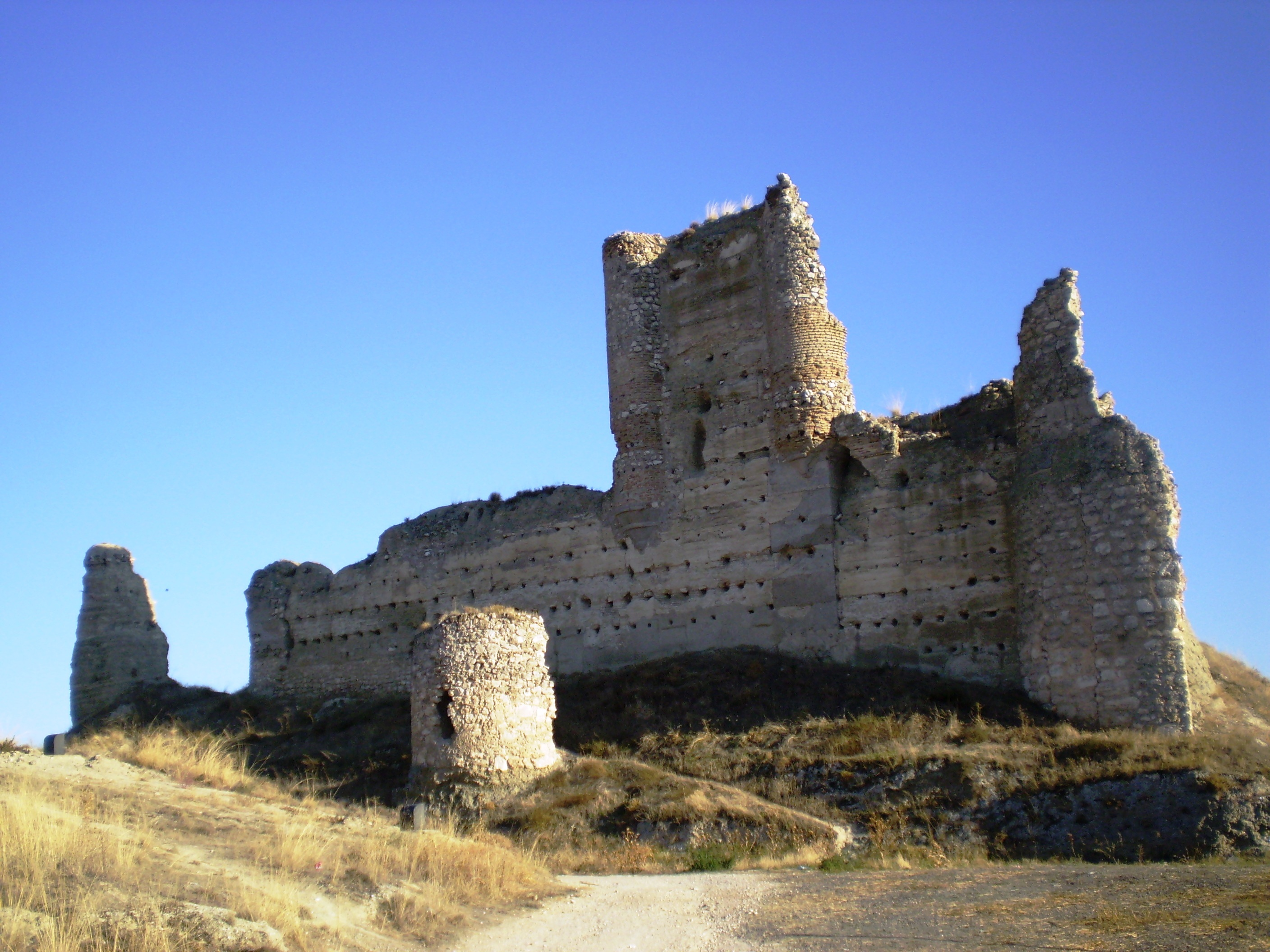
Castillo de Fuentidueña

Fuentidueña de Tajo ist ein zentralspanischer Ort und eine Gemeinde (municipio) mit 2.328 Einwohnern (Stand: 2024) im äußersten Südosten der Autonomen Gemeinschaft Madrid.

## Lage und Klima
Der Ort Fuentidueña de Tajo ist zweigeteilt in einen alten Ortsteil und in die etwa 3 km südöstlich gelegene Urbanisación Alarilla. Der alte Ortsteil liegt am Fluss Tajo und an der Autovía A-3 knapp 70 km (Fahrtstrecke) südöstlich des Stadtzentrums von Madrid in einer Höhe von ca. 560 m. Die historisch bedeutsamen Orte Tarancón und Uclés in der Provinz Cuenca sind etwa 20 bzw. 36 km in südöstlicher Richtung entfernt. Das Klima ist gemäßigt bis warm; der eher spärliche Regen (ca. 420 mm/Jahr) fällt überwiegend im Winter.

## Bevölkerungsentwicklung
| Jahr      | 1857 | 1900 | 1950 | 2000 | 2020 |
| Einwohner | 1051 | 1040 | 1527 | 1446 | 2136 |

Trotz der zunehmenden Mechanisierung der Landwirtschaft und der Aufgabe bäuerlicher Kleinbetriebe ist die Bevölkerung infolge der relativen Nähe zum Großraum Madrid seit der Mitte des 20. Jahrhunderts deutlich gewachsen.

## Wirtschaft
Das Umland von Fuentidueña de Tajo war und ist im Wesentlichen landwirtschaftlich geprägt (Getreide, Oliven und Wein); der Ort selbst diente als handwerkliches und merkantiles Zentrum für die umliegenden Weiler und Einzelgehöfte.

## Geschichte
Auf dem Gemeindegebiet wurden zahlreiche Funde aus keltischer, römischer und westgotischer Zeit gemacht, doch ist die Existenz einer dauerhaften Siedlung nicht nachweisbar. Aus maurischer Zeit stammt die Ruine des Festung (hisn) Alfariella. Die Gegend wurde unter Alfons VI. um das Jahr 1090 aus den Händen der Mauren zurückerobert (reconquista); die Wiederbesiedlung (repoblación) durch Christen aus dem Norden und Süden der Iberischen Halbinsel begann erst einige Jahre später unter seinem indirekten Nachfolger Alfons VII., da die Almoraviden und Almohaden wiederholte Vorstöße in das Gebiet unternahmen.

## Sehenswürdigkeiten
- Das ehemals recht moderne und von einem Zwinger umgebene Castillo de Santiago entstand in der Zeit um 1200 und gehörte dem Johanniterorden.
- Die Iglesia de San Andrés Apóstol stammt ursprünglich aus dem 12. Jahrhundert, doch wurde sie in der Folgezeit immer wieder umgebaut. Heute ist sie dreischiffig und beherbergt ein barockes Altarretabel (retablo) mit einer gemalten Darstellung des Apostels.
- Sehenswert ist die von eng aneinander gebauten Häusern umstandene, längsrechteckige Plaza Mayor. Markantestes Gebäude am Platz ist der Uhrturm (torre de reloj), der gleichzeitig als Stadttor diente.
- Der Puente de Fuentidueña de Tajo aus der Zeit um 1870 ist die zweitälteste Eisenbrücke Spaniens.